# Jacob Kasher
Jacob Kasher é um compositor norte americano. Já escreveu para artistas como 
Camila Cabello, Cobra Starship, Lifehouse, Avril Lavigne entre outros. Em 2017 foi reconhecido pela revista Billboard dos Estados Unidos por estar por trás de hits como Attention do cantor Charlie Puth e Cold do Maroon 5.